# Kostroma (rzeka)
Kostroma (ros. Кострома) – rzeka w Rosji przeduralskiej, lewy dopływ Wołgi w zlewisku Morza Kaspijskiego. Długość - 354 km. 
Większe miasta: Soligalicz, Buj, Kostroma (to trzecie u zbiegu rzeki Kostromy z Wołgą).